# Анфим (Чалыков)
Экза́рх Анфи́м I (болг. Екзарх Антим I, в миру Атанас Михайлов Чалыков, болг. Атанас Михайлов Чалъков; 1816, Лозенград, Османская империя — 1 декабря 1888, Видин, Болгария) — епископ Константинопольского Патриархата; деятель болгарского раскола с декабря 1868 года, первый по времени (утверждённый Портой) экзарх Болгарского экзархата (1872—1877). Один из лидеров болгарского Национального Возрождения, общественно-политический деятель Болгарии.

## Биография
С 1836 года обучался ремеслу портного в Константинополе. Шесть месяцев подвизался в монастыре Ставроникита на Афоне. В 1837 году принял монашеский постриг в афонском Хиландарском монастыре с именем Анфим; в следующем году был рукоположён во диакона и возвратился в качестве таксидиота (монах-собиратель пожертвований) в Лозенград. С 1839 года служил в церкви Святого Константина в Константинополе.
В 1844 году окончил греческое училище в Куручешме; в 1848 году — с отличием Богословское училище на острове Халки. По свидетельству российского дипломата и учёного Александра Рачинского, Анфим «должен был притворяться и искусно притворялся в Халкинском богословском училище ярым грекоманом».
В 1852 году, благодаря содействию российского консула в Смирне, приехал в Россию и поступил в Одесскую семинарию; в 1856 году завершил курс Московской духовной академии со степенью магистра богословия. Служил в храмах России; был рукоположён во иеромонаха митрополитом Московским Филаретом (Дроздовым). Увлёкся славянофильством.
С 1857 года состоял смотрителем в русской посольской церкви в Константинополе, преподавал церковную историю, церковнославянский и русский языки в школе на Халки, где впоследствии стал ректором (1865—1868).
25 мая 1861 году патриархом Иоакимом II был хиротонисан в митрополита Преславского.
Отказался выполнять обязанности архиерея, пока не будет урегулирован церковный вопрос о положении болгарской паствы. В 1862 году отправился в Малко-Тырново, а в 1863 году — в Кукуш, где противостоял распространению униатства.
На созванном в 1864 году в Константинополе церковно-народном собрании отстаивал притязания болгарских епархий на независимость от Константинопольской патриархии.
В апреле 1868 года был переведён на Видинскую кафедру вместо отозванного по причине народных волнений грека митрополита Паисия. Паства епархии (в болгарских приходах и епархиях болгарский клир был в полной зависимости от мирян) выдвинула условие разрыва отношений с патриархией, вследствие чего в декабре 1868 года Анфим не упомянул имя патриарха на литургии.
Вместе с другими болгарскими епископами — Иларионом Макариопольским, Иларионом Ловчанским, Панаретом Пловдивским — и иными духовными и светскими лицами участвовал в 1-м Болгарском Церковно-народном соборе в феврале 1871 года в Константинополе, выработавшем устав Болгарского экзархата.
16 февраля 1872 года после вынужденного самоотвода епископа Макариопольского Илариона был избран Болгарским экзархом.
Новый экзарх немедленно направился в Константинополь для встречи с церковными деятелями и представителями светских властей. Свидетель тогдашних событий Тодор Стоянов-Бурмов писал 21 марта 1872 года: «Экзарх Болгарский, которого болгары титулуют уже „Блаженнейшим“, прибыл на днях в Константинополь. Он встречен был как здесь, так и во всех болгарских городах (станциях), чрез которые проезжал, с небывалыми доселе в отношении к духовному лицу почестями. В Рущуке, например, дожидались его на берегу Дуная при многочисленном стечении народа 60 болгарских священников в церковном облачении, армянский епископ со своим духовенством также в церковном облачении и взвод турецких солдат. В Варне он встречен был военною музыкою и пр., и пр. Он будет также иметь аудиенцию у султана. Неизвестно только, как окончится дело с Патриархатом, который всё ещё упорствует в своих притязаниях. Болгары сделают, по случаю приезда Экзарха, последнюю попытку примирения с ним, и если она будет неудачною, то они возложат ответственность на Патриархат, станут делать своё дело, не обращая ни малейшего внимания на его притязания».
3 апреля 1872 года получил берат (признание полномочий от Порты). 12 апреля награждён османским орденом «Меджидие» 1-й степени.
Объявил все церковные кары Константинополя, наложенные на преосвященных, несправедливыми, а потому и недействительными, и вместе с ними 11 мая 1872 года, в день памяти святых Мефодия и Кирилла, в нарушение запрещения патриарха, совершил литургию в церкви Стефана в Балате, на которой зачитал акт о провозглашении Болгарской церкви автокефальной. 15 мая Синод под председательством патриарха Константинопольского Анфима VI лишил сана экзарха. Созванный патриархом Анфимом в августе того же года Собор в Константинополе объявил 16 сентября экзархат схизматическим.
После подавления апрельского восстания болгар в 1876 году подал меморандум представителям европейских держав, свидетельствовавший о жестокостях при подавлении восстания. Отказался опровергнуть свои слова, 17 апреля 1877 года был смещён и 17 июля водворён в тюрьму в Ангоре.
По подписании Сан-Стефанского мирного договора в мае 1878 года был освобождён по амнистии и вновь возглавил Видинскую епархию. В 1879 году был избран председателем Учредительного собрания в городе Велико-Тырново, принявшего конституцию (Тырновскую), и I Великого народного собрания в том же году.
Возглавил делегацию в Россию, приподнёсшую императору Александру II благодарственный адрес за освобождение Болгарии.

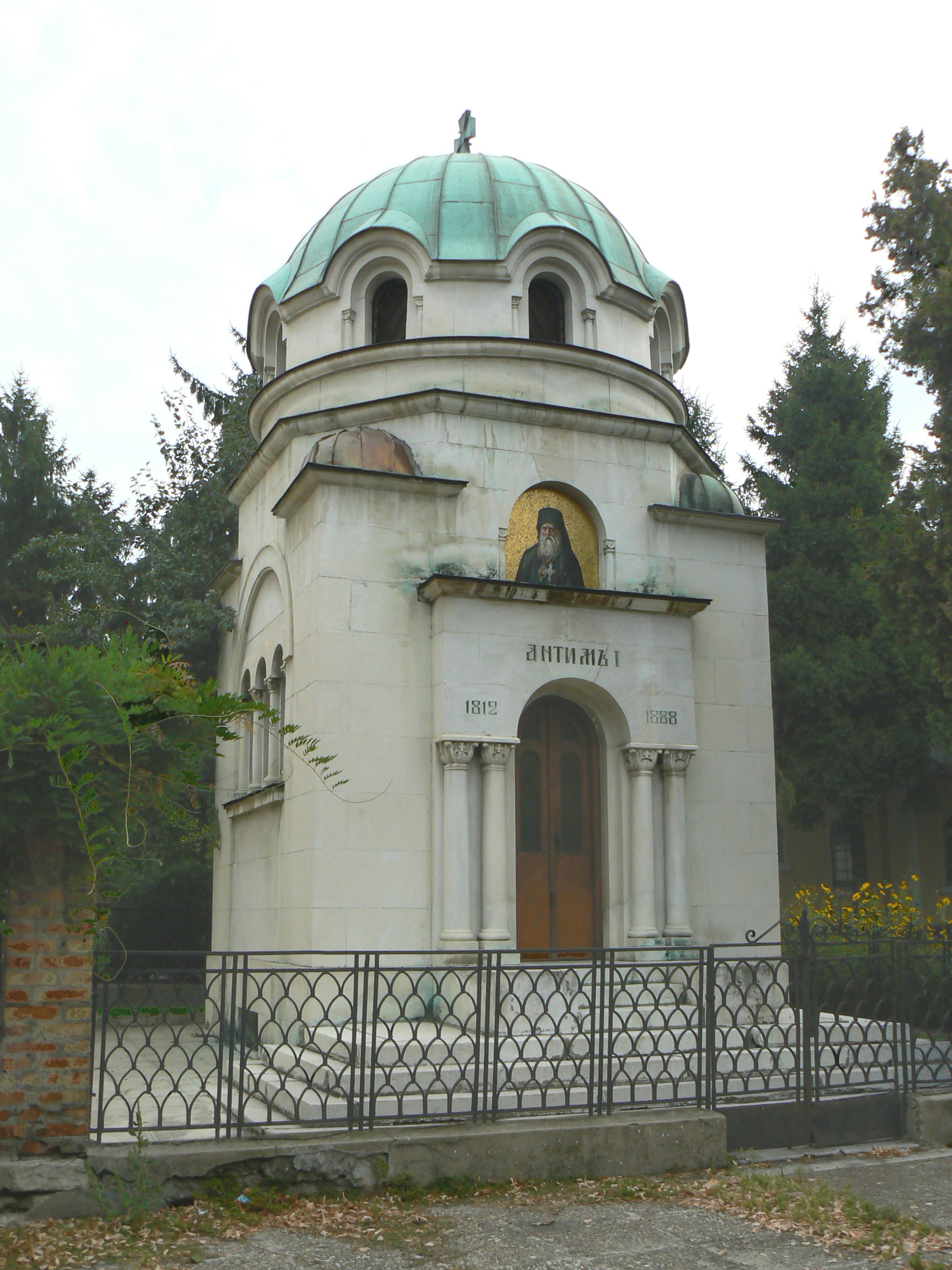
Часовня над могилой экзарха Анфима в Видине

Похоронен в видинском Николаевском храме, где в 1934 году ему был воздвигнут памятник-мавзолей (во дворе митрополии).
В 1945 году Константинопольский патриархат провозгласил автокефалию Болгарской православной церкви, однако не даровал прощения экзарху Анфиму и другим болгарским «раскольникам» (как они были поименованы в официальном определении Синода Константинопольского патриархата).